# Médée (1741)
Pour les autres navires du même nom, voir Médée (navire) et HMS Medea.
La Médée, puis HMS Medea de la Royal Navy, puis navire corsaire anglais Boscawen, est un navire de guerre français de la Marine royale française. Ce navire est considéré comme la première vraie frégate et suscita une longue lignée. La Médée a été impliquée dans la guerre de succession d'Autriche. Elle est le premier vaisseau capturé par les Anglais lors de ce conflit.

## Carrière
Pendant la guerre de Succession d'Autriche, dans la Manche, le 4 avril 1744, la frégate Médée du capitaine Toussaint Hocquart affronte les vaisseaux anglais HMS Dreadnought (en), navire de ligne de quatrième rang rang portant 58 canons, et HMS Grampus, sloop de 14 canons. Elle est capturée par le HMS Dreadnought et renommée HMS Medea. La Royal Navy ne prolongea pas le service de son nouveau bâtiment en dépit de ses indéniables qualités (rapidité, armement lourd), mais amena l'amirauté britannique à repenser la conception de ses futures unités. La construction fut jugée trop légère, et le bateau est vendu en mars 1745 comme navire corsaire. Il prend le nom du capitaine de l’HMS Dreadnought en devenant le Boscawen, et reste en service environ 18 mois,.

## Sources
- (en) Cet article est partiellement ou en totalité issu de l’article de Wikipédia en anglais intitulé « French frigate Médée (1741) » (voir la liste des auteurs).
- Roberto Barazzutti, « Entre Espagne et Pays-Bas, la frégate prend son envol », Guerres & Histoire, Mondadori Magazines France, no 22,‎ décembre 2014, p. 80 (ISSN 2115-967X)
- Georges Lacour-Gayet, La Marine militaire de la France sous le règne de Louis XV, Honoré Champion éditeur, 1902, édition revue et augmentée en 1910 (lire en ligne)